# Luigi Fedele (attore)
Luigi Fedele (Pisa, 5 febbraio 1998) è un attore italiano.

## Biografia
Inizia giovanissimo la sua carriera di attore a dodici anni, recitando nel ruolo di Nicola nel film La pecora nera (2010), diretto da Ascanio Celestini e presentato in concorso alla 67ª Mostra internazionale d'arte cinematografica di Venezia. L'anno successivo è interprete nel film Cavalli (2011) di Michele Rho, presentato alla 68ª Mostra del cinema di Venezia nella sezione "Controcampo italiano".
Studia recitazione con l'attrice Barbara Valmorin ed entra a diciannove anni nell'Accademia nazionale d'arte drammatica "Silvio d'Amico" di Roma. Nel 2016 è protagonista del film Piuma di Roan Johnson, presentato in concorso a Venezia. Il film riceve il premio Pasinetti per il miglior cast. Nel 2018 interpreta il ruolo di Guido, un ragazzo con sindrome di Asperger, nel film di Francesco Falaschi Quanto basta, per il quale riceve numerosi premi tra cui il premio Graziella Bonacchi ai Nastri d'argento come miglior attore sotto i trent'anni. Nel 2022 è tra gli interpreti del film La notte più lunga dell'anno, opera prima di Simone Aleandri. 
L'attività cinematografica è stata intervallata da numerosi spettacoli teatrali e da ruoli in serie TV quali A fari spenti nella notte (2012) di Anna Negri  e Io ti cercherò (2020) di Gianluca Maria Tavarelli. 
Ha curato la regia di due cortometraggi dal titolo La guerra dei matti, selezionato tra i corti finalisti ai Nastri d'argento 2015, e A volte Dio.

## Filmografia

### Attore

#### Cinema
- La pecora nera, regia di Ascanio Celestini (2010)
- Cavalli, regia di Michele Rho (2011)
- Banana, regia Andrea Jublin (2014)
- Piuma, regia di Roan Johnson (2016)
- Quanto basta, regia di Francesco Falaschi (2018)
- La notte più lunga dell'anno, regia di Simone Aleandri (2022)
- Rapiniamo il duce, regia di Renato De Maria (2022)
- C'è un posto nel mondo, regia di Francesco Falaschi (2024)

#### Televisione
- A fari spenti nella notte, regia di Anna Negri – film TV (2012)
- Io ti cercherò – serie TV, 8 episodi (2020)
- Sempre al tuo fianco – serie TV (2024)

#### Cortometraggi
- Noi soli, regia di Francesco Cogliati (2015)
- La partita, regia di Francesco Carnesecchi (2017)
- All Night Long, regia di Eric Scabar (2021)
- Ho tutto il tempo che vuoi, regia di Francesco Falaschi (2021)
- A Voce Nuda, regia di Mattia Lobosco (2023)

### Regia e sceneggiatura
- La guerra dei matti – cortometraggio (2014)
- A volte Dio – cortometraggio (2015)

## Teatro

### Attore
- Galileo Galilei di Bertolt Brecht, regia di M. Cava
- I taccuini di Mosella Fitch di Stefano Massini, regia di Pia Di Bitonto
- Alice, regia di Caterina Dazzi
- Sogno, regia di Valentino Villa
- Piccola antologia. 16+1 poesie di Raffaello Baldini, regia di Massimiliano Civica
- Aspettiamo cinque anni, regia di Caterina Dazzi, in collaborazione con Arturo Cirillo
- Alla ricerca del tempo perduto, regia di Andrea Baracco
- Quai Ouest, regia di Danilo Capezzani
- Un cappello di paglia di Firenze, regia di Lorenzo Collalti, in collaborazione con Giorgio Barberio Corsetti

## Premi e riconoscimenti
- Nastro d'argento 2018 - Premio Graziella Bonacchi per il miglior attore under 30 - per il film Quanto basta
- Mostra internazionale d'arte cinematografica 2016 - Premio Pasinetti per il miglior cast – per il film Piuma